# Mystropetalon
Mystropetalon es un género monotípico de plantas parásitas, perteneciente a la familia Balanophoraceae. Su única especie: Mystropetalon thomii Harv., es originaria de Sudáfrica.

## Descripción
Es una planta carnosa, que alcanza los 15 cm de alto; con hojas escamosas, oblongas, obtusas, de 2,5 cm de largo. Las brácteas oblongas, obtusas, densamente peludas en el exterior,  bractéolas  con pelos en el nervio medio exterior; perianto rojo arriba, amarillo abajo, casi el doble  que la bráctea; flor femenina: las brácteas oblongas, obtusas, densamente peluda fuera en la parte superior y en la nervadura central; brácteas más cortas que la bráctea en flor, pero casi dos veces más que en la fruta , induplicadas, agudas, ciliadas en la nervadura central; periantos subglobosos o elipsoides, con 3 lóbulos, glabros;  el estilo columnar, recurvados; estigma discoide.

## Taxonomía
Mystropetalon thomii fue descrito por William Henry Harvey  y publicado en Gen. S. Afr. Pl. 419. 1838
Sinonimia
- Mystropetalon polemannii Harv.
- Mystropetalon sollyii Harv.-Gibs.	[3]